# NIP/TUCK マイアミ整形外科医
『NIP/TUCK マイアミ整形外科医』（Nip/Tuck）は、アメリカ・FXネットワーク制作のテレビドラマシリーズ。マイアミの2人の形成外科医、ショーン・マクナマラとクリスチャン・トロイの生き方を中心に、人間模様を描いたドラマ。

## 概要
このドラマシリーズは、ライアン・マーフィーを中心に制作、アメリカで2003年より放映が開始された。セックス描写や生々しい手術シーンが多く、米国のテレビの内容を監視する非営利団体（en:Parents Television Council）などから批判を受け、そのためこのドラマのスポンサーを降りる企業も現れた。しかし、2005年にゴールデン・グローブ賞でノミネートされていた『24 -TWENTY FOUR-』『LOST』『ザ・ソプラノズ 哀愁のマフィア』を退け作品賞を受賞するなど（シーズン2）、作品の評価は非常に高い。2010年より放送されたシーズン6で完結となった。
日本での放送は2005年5月1日よりFOXチャンネルにて開始、シーズン4まで放映された。シーズン5は姉妹局FOXライフで過去シーズンの再放送に引き続くかたちで2009年春から開始。なおシーズン5より話の舞台がマイアミからカリフォルニアに移るため、日本放映サブタイトルが変更され『NIP/TUCK ハリウッド整形外科医』となった。
日本語版DVDはシーズン5までが発売されている（英語版はシーズン6まで）。
タイトル及びドラマ内でのセリフの翻訳は「整形外科」となっているが、整形外科は登場しない。正しくは、「形成外科」「美容外科」。

## 登場人物
シーズン4までの登場人物を記す。

### 主要登場人物
ショーン・マクナマラ (Sean Mcnamara)
演 - ディラン・ウォルシュ、日本語吹替 - 青山穣
40代の形成外科医。大学時代からの友人クリスチャンと医院、マクナマラ/トロイを経営。主役の2人のうち、より技術がある医者であり、結婚生活や家庭に問題を抱えた人物として描かれる。仕事人間であり、真面目な性格。
クリスチャン・トロイ (Christian Troy)
演 - ジュリアン・マクマホン、日本語吹替 - 咲野俊介
ショーンとは同い年。妻帯者であるショーンとは逆に、独身であり、女遊びが激しい。その反面マクナマラ家とは、家族のように親しく付き合っている。付き合った女性をひどく振ることが多く、そのために問題を起こすことが多い。基本的に心優しく愛情深い性格で、ジーナの産んだ子ウィルバーを引き取ったことがあったが、ウィルバーの遺伝子学上の父親に奪われてしまう。シーズン4で再びウィルバーを養子にする。
ジュリア・マクナマラ (Julia McNamara)
演 - ジョエリー・リチャードソン、日本語吹替 - 田中敦子
ショーンの妻。かつて医者になることを目指していたが、長男のマットを妊娠したことで断念、現在は2児の母。マクナマラ夫妻の関係はドラマ開始時より、不安定であり、シリーズを通して彼らの関係は、悪化と良好を繰り返している。ショーン、クリスチャンとは学生時代からの付き合い。
マット・マクナマラ (Matt McNamara)
演 - ジョン・ヘンズリー、日本語吹替 - 青木誠
ショーンとジュリアの息子と思われていたが、シーズン2で実の父親がクリスチャンであることが判明。毎シリーズ、奇妙な彼女と付き合って問題を起こす、ということを繰り返している。
リズ・クルス (Liz Cruz)
演 - ローマ・マフィア、日本語吹替 - 西宏子
マクナマラ/トロイの麻酔医。ショーンとクリスチャンの良き仕事仲間。同性愛者。シーズン4で同じ麻酔医の恋人が出来る。
キンバー・ヘンリー (Kimber Henry)
演 - ケリー・カールソン、日本語吹替 - 伊藤静
クリスチャンのガールフレンド（付き合ったり別れたりを繰り返している）。登場したころは、モデルとして活躍していたが、ポルノ女優、ポルノビデオのプロデューサーと、職業を変更している。シーズン3で起こったある事件で負ったトラウマを乗り越えるため、シーズン4ではサイエントロジーの幹部になる一方、マットと結婚し彼の子を妊娠する。
ウィルバー (Wilber)
演 - ジョシュア・ヘンリー
クリスチャンの養子。ジーナの子。妊娠したジーナがクリスチャンを頼って、転がり込んできたが生まれたのはアフリカ系の子供だった。クリスチャンは自分の子供でないことを知りショックを受けるが、くだらないDNAのせいで見捨てられない　この子は俺の子だと言ってウィルバーを引き取る。すぐにウィルバーの遺伝子学上の父親が名乗り出、連れて行かれてしまう。シーズン4で遺伝子学上の父親が事故死し、遺言にウィルバーの養父はクリスチャンに頼むと書いてあったために、クリスチャンが再び引き取ることになった。クリスチャンは彼をとても愛している。

### 主なゲスト登場人物
アニー・マクナマラ (Annie McNamara)
演 - ケルシー・ベイトラーン
全シーズンに登場。ショーンとジュリアの（実の）娘。
エスコバル・ガリャルド (Escobar Gallardo)
演 - ロバート・ラサード
第1および第4シーズンに登場（第2・3シーズンおよび第4シーズン序盤でも登場人物の幻想として度々登場）。プエルトリコ系の麻薬密輸業者。初回エピソードでクリスチャンとショーンが犯したある罪をネタに、彼らを脅してヘロイン密輸を手伝わせる。
ジーナ・ルッソ (Gina Russo)
演 - ジェサリン・ギルシグ
全シーズンに登場。セックス依存症患者の互助会でクリスチャンと出会うが関係を持ち、直後に妊娠した子供の認知と養育費援助を要求する。クリスチャンも最終的に彼女と子供を育てる決意をするものの、生まれた子供は同時期に関係を持った別の男性とのもので、結局手放すことになる。後にHIVポジティブであることが判明、クリスチャンの援助でカクテル療法を受けている。第3シーズンではジュリアと共同でスパを経営。
メリル・ボボリット (Dr. Merril Bobolit)
演 - ジョーイ・スロトニック
第1〜2、第4シーズンに登場。ショーンとクリスチャンの同級生。自身のクリニックを経営、パブリシティに熱心でマクナマラ/トロイのライバル的存在だったが、彼らが断った犬の整形手術を話題作りのため引き受け失敗、クリニックを失い不法手術に手を染める。
エリカ・ノートン　(Dr. Erica Noughton)
演 - ヴァネッサ・レッドグレイヴ
第2〜3シーズンに登場。ジュリアの母で児童心理学者。著作の講演で全米各地を飛び回っている。結婚・育児のため医師の道を諦めた娘に失望しているらしく、なにかとジュリアに口出しする。
アバ・ムーア (Ava Moore)
演 - ファムケ・ヤンセン、日本語吹替 - 日野由利加
第2シーズンに登場（第3シーズンでも登場人物の幻想として登場）。マットの本当の父親が判りショーンとの関係に悩むようになったジュリアがライフコーチとして雇うが、真相を知ったマットを誘惑し自分の家に住まわせるようになったことでジュリアのみならずショーンやクリスチャンとも対立する。エイドリアンと云うマットと同世代の息子がいるが、マット以前には彼とも性的関係を持っており、マットに「乗り換えた」ことで怒りを買う。第2シーズン終盤でクリスチャンを挑発し関係を持とうとするが、そのことでアバのある重大な秘密（実は男だった）が判明する。
カーバー
第2〜3シーズンに登場。整形手術を受けた女性専門の切り裂き魔。マクナマラ/トロイが被害者の無料治療を引き受けたため、ショーンやクリスチャンを付け狙うようになる。
クェンティン・コスタ (Quentin Costa)
演 - ブルーノ・カンポス
第3シーズンに登場。カーバーに襲われ休職したクリスチャンの代わりとして招かれた整形外科医。バイセクシャルで、当初はショーンやクリスチャンにも色目を使っていた。クリスチャンと入れ替わりにショーンがクリニックを辞めた時にはクリニックの名称をトロイ/コスタに変えるなど権限拡大に奔走するが、患者の受け入れ方針などでクリスチャンと対立。後に薬物依存や男性患者と院内で関係を持つなどの不祥事を起こし、ショーンの復帰と前後して解雇される。
キット・マグロー (Kit McGraw)
演 - ローナ・ミトラ
第3シーズンに登場。カーバー事件捜査のためイギリスから招かれた捜査官。クリスチャンと関係を持とうとするがキンバーとの3Pを強要され、逆にキンバーとの関係に目覚める。
ミシェル・ランドー (Michelle Landau)
演 - サナ・レイサン
第4シーズンに登場。睾丸の再建手術を依頼して来た老富豪バートの妻だが、彼女自身は若く美しい女性である。手術の出来に満足したバートがマクナマラ/トロイを買収した際ビジネス面を担当するアドバイザーとして加わり、徐々にクリスチャンと関係を持つようになる。若い頃ジェームズという女性の下で売春婦として働く一方メディカルスクールに通うための資金援助を受けており、その後彼女の請け負うある違法な医療ビジネスへの協力を強要されている。
この他、患者役としてレベッカ・ゲイハートやアン・ヘッシュ、ロージー・オドネルも出演した。その他アラニス・モリセットやブルック・シールズなど、日本でも比較的著名な俳優のゲスト出演が多い。

## エピソードリスト
各エピソードのタイトルは、その回に手術を受ける患者の氏名である。

### シーズン1
|        | タイトル（邦題）                 | 原題                      |
| ------ | -------------------------------- | ------------------------- |
| 第1話  | クリスチャン／ショーン           | Pilot                     |
| 第2話  | マンディ／ランディ               | Mandi / Randi             |
| 第3話  | ナネット・バブコック             | Nanette Babcock           |
| 第4話  | ソフィア・ロペス                 | Sophia Lopez              |
| 第5話  | カート・デンプシー               | Kurt Dempsey              |
| 第6話  | メガン・オハラ                   | Megan O'Hara              |
| 第7話  | クリフ・マンテーニャ             | Cliff Mantegna            |
| 第8話  | キャラ・フィッツジェラルド       | Cara Fitzgerald           |
| 第9話  | ソフィア・ロペス パート2         | Sophia Lopez Part II      |
| 第10話 | アデル・コフィン                 | Adelle Coffin             |
| 第11話 | モンタナ／サッシー／ジャスティス | Montana / Sassy / Justice |
| 第12話 | アントニア・ラモス               | Antonia Ramos             |
| 第13話 | エスコバル・ガリャルド           | Escobar Gallardo          |

### シーズン2
| 第14話 | エリカ・ノートン                 | Erica Noughton           |
| 第15話 | クリスチャン・トロイ             | Christian Troy           |
| 第16話 | マニヤ・マビカ                   | Manya Mabika             |
| 第17話 | ミセス・グラブマン               | Mrs. Grubman             |
| 第18話 | ジョエル・ギデオン               | Joel Gideon              |
| 第19話 | ボビー・ブロデリック             | Bobbi Broderick          |
| 第20話 | ナオミ・ゲインズ                 | Naomi Gaines             |
| 第21話 | アガサ・リップ                   | Agatha Ripp              |
| 第22話 | ローズ＆レイブン・ローゼンバーグ | Rose and Raven Rosenberg |
| 第23話 | キンバー・ヘンリー               | Kimber Henry             |
| 第24話 | ナターシャ・チャールズ           | Natasha Charles          |
| 第25話 | ジュリア・マクナマラ             | Julia McNamara           |
| 第26話 | ウーナ・ウケントワース           | Oona Wentworth           |
| 第27話 | トルーディ・ナイ                 | Trudy Nye                |
| 第28話 | ショーン・マクナマラ             | Sean Mcnamara            |
| 第29話 | ジョーン・リバース               | Joan Riverse             |

### シーズン3
| 第30話 | ママ・ブーン                 | Momma Boone           |
| 第31話 | キキ                         | Kiki                  |
| 第32話 | デレク、アレックス、ゲイリー | Derek, Alex, and Gary |
| 第33話 | レア・レイノルズ             | Rhea Reynolds         |
| 第34話 | グランビル・トラップ         | Granville Trapp       |
| 第35話 | フランケンローラ             | Frankenlaura          |
| 第36話 | ベン・ホワイト               | Ben White             |
| 第37話 | トミー・ボルトン             | Tommy Bolton          |
| 第38話 | ハンナ・テデスコ             | Hannah Tedesco        |
| 第39話 | マディソン・バーグ           | Madison Berg          |
| 第40話 | アビー・メイズ               | Abby Mays             |
| 第41話 | サル・ペリー                 | Sal Perri             |
| 第42話 | ジョイ・クリングル           | Joy Kringle           |
| 第43話 | チェリー・ペック             | Cherry Peck           |
| 第44話 | クエンティン・コスタ         | Quentin Costa         |

### シーズン4
| 第45話 | シンディー・プラム             | Cindy Plumb         |
| 第46話 | ブルー・マンデイ               | Blu Mondae          |
| 第47話 | モニカ・ワイルダー             | Monica Wilder       |
| 第48話 | シャリー・ノーブル             | Shari Noble         |
| 第49話 | ドーン・バッジ                 | Dawn Budge          |
| 第50話 | ドクター・フェイス・ウォルパー | Faith Wolper,phD    |
| 第51話 | バート・ランドウ               | Burt Landau         |
| 第52話 | コナー・マクナマラ             | Conor McNamara      |
| 第53話 | リズ・クルーズ                 | Liz Cruz            |
| 第54話 | メリル・ボボリット             | Merrill Bobolit     |
| 第55話 | コナー・マクナマラ、2026       | Conor McNamara,2026 |
| 第56話 | ダイアナ・ルベイ               | Diana Lubey         |
| 第57話 | リーファー                     | Reefer              |
| 第58話 | ウィリー・ウォード             | Willy Ward          |
| 第59話 | ギャラ・ガリャルド             | Gala Gallardo       |

## トリビア
- エスコバルの刺青は本物。彼を演じる俳優ロバート・ラサードは全身に刺青がある。
- ジュリアとその母親エリカ・ノートンを演じているジョエリー・リチャードソンとヴァネッサ・レッドグレイヴは実の親子。
- 元々、クリスチャン・トロイではなく、クリスチャン・ベガという名になるはずだったが、ジュリアン・マクマホンがこの役を演じることが決定した後、ベガからトロイへと変更された。
- ドラマシリーズの製作者ライアン・マーフィーは、『NIP/TUCK』が「ショーンとクリスチャンとジュリアの三角関係」、「ヘテロセクシュアルの男性二人の愛（必ずしも性的な意味ではない）」についてのドラマだと考えている。
- 「nip and tuck」という言葉は美容外科手術を表す俗語である。また、この言葉は「五分五分、負けず劣らず」という意味を持っている。